# Broagerbanen
Broagerbanen – eller Skeldebanen – var en jernbane mellem Vester Sottrup Station på Sønderborgbanen og Skelde på Broager 1910-32.

## Historie
Baneanlægget blev omtalt første gang ved et møde i Broager Håndværkerforening 7. december 1898, hvor man vedtog at andrage om "...at der snarest iværksattes en jernbaneforbindelse mellem Broager og jernbanelinjen Sønderborg-Flensborg". Selv om der allerede dengang var skepsis overfor mulighederne for rentabel drift, gennemtvang den tyske regering anlægget af banen, også med henblik på anlæg af en marinestation ved Flensborg Fjord. Banen blev derfor anlagt med normalspor og en ret svær overbygning, der fx kunne tillade kørsel med jernbaneskyts.
Strækningen blev overtaget af Statsbanerne ved genforeningen i 1920. Stykgodsudvalget, der blev nedsat i 1930, havde også til opgave at undersøge flere sidebaners rentabilitet. Skeldebanens driftsunderskud fik Statsbanerne til at indstille at banen blev nedlagt. Det sidste tog på Skeldebanen blev fremført af Litra F nr. 435, det samme lokomotiv, som havde fremført det første DSB-tog på banen efter genforeningen.

## Strækningsdata
- Indviet: 15. august 1910
- Længde: 12,39 km
- Enkeltsporet
- Sporvidde: 1.435 mm
- Skinnevægt: 33,4 kg/m
- Ballast: grus
- Maks. hastighed: 45 km/t
- Nedlagt: 30. juni 1932

## Standsningssteder
- Vester Sottrup station i km 0,0. Nedlagt i 1974.
- Stenderup trinbræt i km 1,7.
- Nybøl station i km 3,1. Senere holdeplads med sidespor.
- Skodsbøl station i km 6,3. Senere holdeplads med sidespor.
- Broager station i km 8,2.
- Dynt station i km 10,0. Senere holdeplads med sidespor.
- Skelde station i km 12,4 med remise, kulgård og vandforsyning, men ikke drejeskive.

### Bevarede stationsbygninger
Stationsbygningerne er revet ned i Vester Sottrup (1986) og Nybøl.
Stationen i Broager er revet ned i foråret 2020 på grund af brand.
- Skodsbøl: Skræddergade 12
- Broager: Vestergade 1
- Dynt: Krammarksvej 20
- Skelde: Vandværksvej 6

## Strækninger hvor banetracéet er bevaret
2½ km af banens tracé er bevaret og tilgængeligt. Dertil kommer at Nybølvej mellem Vester Sottrup og Nybøl og Nørregade nordøst for Skodsbøl tildels er anlagt på banetracéet.
Dertil kommer at Sønderborg kommune har udvidet tracéet som en grusbelagt cykelsti fra Dynt til Skelde i December 2019.
- Banestien mod sydøst fra Broager
- Cykelstien slutter ved Dynt station, I dag fortsætter den hele vejen til Skelde.
- Tilgængeligt tracé slutter ved Krammarkskobbel